# 山下菊二
山下 菊二（やました きくじ、1919年10月8日 - 1986年11月23日）は、日本の画家。

## 経歴
徳島県三好市に生まれる。1937年、香川県立工芸学校卒業。翌1938年に上京し、福沢一郎の絵画研究所に入る。
1944年から1949年まで東宝映画教育映画部に勤務、この間、応召による戦場体験と1946年から1948年までの東宝争議を体験した。1946年、高山良策、大塚睦らと「前衛美術会」を結成。
1949年、美術文化協会の会員になるが、翌年、退会。以後、多くの会を結成、あるいは参加。また、日本共産党に入党し、山村工作隊にも参加した。
1952年、小河内村でのダム反対闘争に参加。以後、松川裁判、安保闘争、狭山裁判などに関与。兄の谷口董美も画家。新潮文庫の大江健三郎作品の表紙を描いた。1975年に、筋萎縮症と判断される。1986年、死去。
権力や差別、天皇制や庶民意識の問題と向かい合い、渾沌たる現実を超現実主義の方法で戯画化したり、探訪絵画を創案して、事件を紙芝居化するなど、その絵画は、戦後史の証言ともなる重要なものである。家の中で梟を飼っていた。
代表作に《あけぼの村物語》（1953年）《見られぬ祭》（1965年）《葬列》（1967年）《転化期》（1968年）などがある。

## 画集など
- 『くずれる沼 - 画家・山下菊二の世界』（すばる書房） 1979年
- 『山下菊二画集 1919-1986』（美術出版社） 1988

### その他著書
- 『沼の妖鳥たち』（木島始詩、山下菊二画、昭森社） 1963
- 『いのる』（森崎和江文、山下菊二絵、五感のえほん7、復刊ドットコム） 2016

### 展覧会
- 「山下菊二展」 神奈川県立近代美術館ほか編　1996
- 「谷口董美、山下菊二兄弟故郷のイメージを描く」 徳島県立近代美術館 2009
- 「山下菊二コラージュ展」 神奈川県立近代美術館 2011
- 2021年1月9日から3月28日まで三重県立美術館にて「ショック・オブ・ダリ ― サルバドール・ダリと日本の前衛」展が開催されサルバドール・ダリに影響を受けた日本の作家として山下菊二他、 靉光、浅原清隆、池田龍雄、石井新三郎、小牧源太郎、斎藤長三、島津純一、白木正一、高山良策、難波架空像（香久三）、浜田浜雄、早瀬龍江、尾藤豊、福沢一郎、藤田鶴夫、古沢岩美、森堯之、矢崎博信、杉全直、山本昌尚、吉井忠、米倉壽仁、渡辺武の24人とダリの作品が展示され[3]、同年4月24日から6月27日まで諸橋近代美術館でも同展覧会が開催された [4]。